# Лайково (Московская область)
Лайко́во — село в Одинцовском районе Московской области в составе сельского поселения Горское.

## История

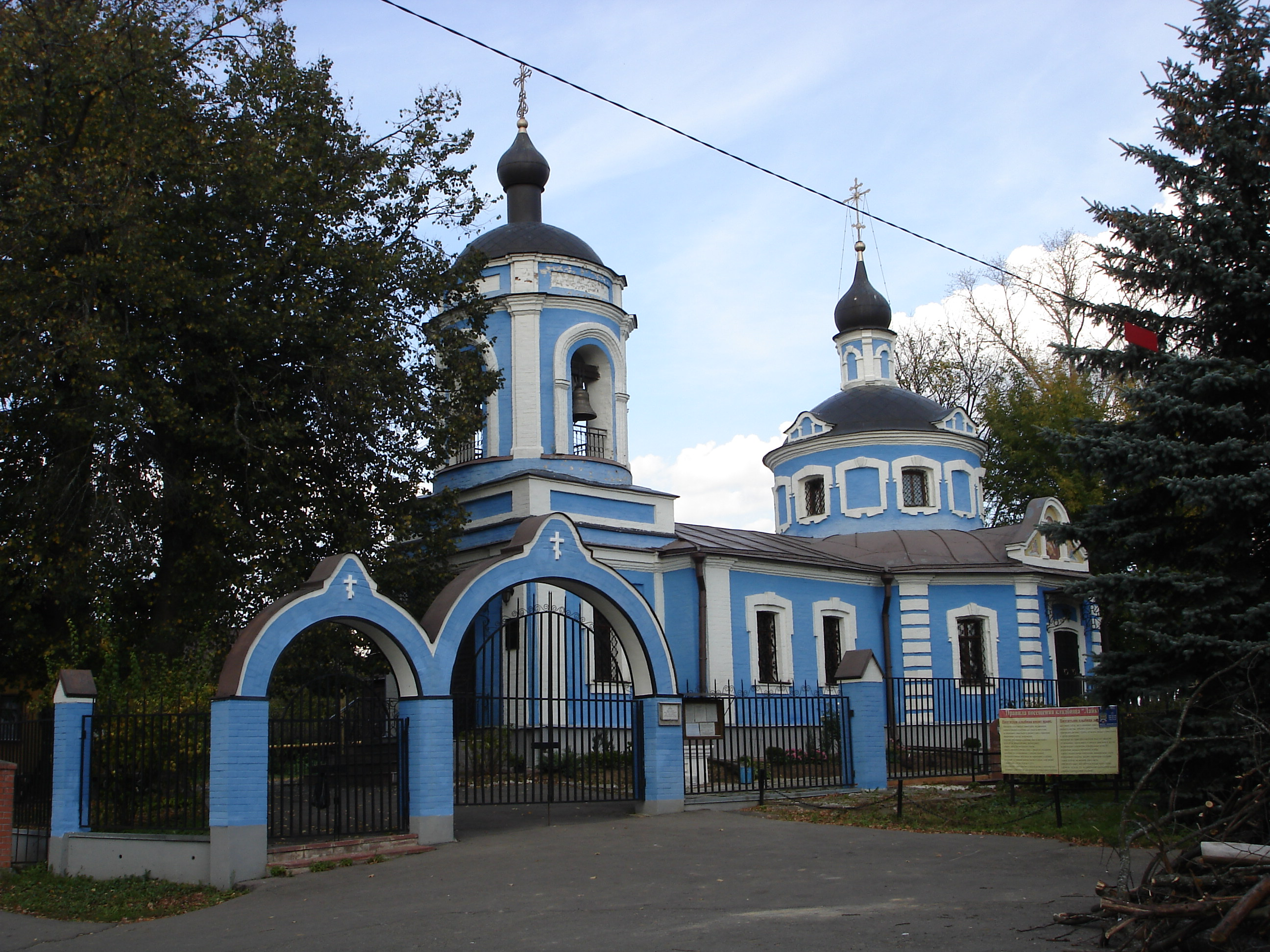
Казанская церковь в Лайково вблизи

Название села имеет антропонимический характер и происходит от прозвища Лайко, которое носил его первый владелец или основатель.
Первое упоминание о селе можно найти в писцовой книге 1627 года, где говорится о «Мелтихино, Лайково» как о вотчине князя Юрия Дмитриевича Хворостинина.
В начале прошлого века в селе был создан колхоз с названием «Новый путь». Электричество в этом подмосковном селе появилось лишь в 1947 году. Когда началось укрупнение хозяйств, земли Лайково вошли в состав «Горок-2».
В селе располагается каменная церковь Казанской иконы Божией Матери, строительство которой проходило с 1754 года по 1767 год (колокольня и трапезная построены в 1903 годах архитектором Н. Н. Благовещенским). Отечественная война 1812 года разорила богатое село, в том числе полностью выгорела и знаменитая церковь, которую удалось восстановить значительно позже. Позднее, во второй половине XIX века к храму была пристроена трапезная и колокольня.
Рядом с селом находится Лайковское кладбище.

## Население
| 2002 | 2006 | 2010 |
| ---- | ---- | ---- |
| 193  | ↘158 | ↗203 |